# Psittacanthus oblongifolius
Psittacanthus oblongifolius là một loài thực vật có hoa trong họ Loranthaceae. Loài này được (Rusby) Kuijt miêu tả khoa học đầu tiên năm 1990.